# Morris Hirsch
Morris William Hirsch, ameriški matematik, * 28. junij 1933, Chicago, Illinois, ZDA.
Hirsch velja za pomembnega raziskovalca na področju diferencialne topologije. Doktoriral je leta 1958 na Univerzi v Chicagu pod Spanierovim in Smaleovim mentorstvom z dizertacijo Potopitve mnogoterosti (Immersions of Manifolds).
1. ↑  SNAC — 2010.